# Xã Abington, Quận Wayne, Indiana
Xã Abington (tiếng Anh: Abington Township) là một xã thuộc quận Wayne, tiểu bang Indiana, Hoa Kỳ. Năm 2010, dân số của xã này là 853 người.